# Blaignan-Prignac
Blaignan-Prignac ist eine französische Gemeinde mit 449 Einwohnern (Stand 1. Januar 2022) im Département Gironde in der Region Nouvelle-Aquitaine. Die Gemeinde gehört zum Arrondissement Lesparre-Médoc und zum Kanton Le Nord-Médoc.
Sie entstand mit Wirkung vom 1. Januar 2019 als Commune nouvelle durch Zusammenlegung der bis dahin selbstständigen Gemeinden Blaignan und Prignac-en-Médoc, wobei Blaignan fortan den Status einer Commune déléguée besitzt. Der Verwaltungssitz befindet sich in Blaignan.

## Gliederung
| Ehemalige Gemeinde         | ehemaliger INSEE-Code | PLZ   | Fläche (km²) | Einwohnerzahl (2019) |
| -------------------------- | --------------------- | ----- | ------------ | -------------------- |
| Blaignan (Verwaltungssitz) | 33055                 | 33340 | 6,83         | 260                  |
| Prignac-en-Médoc           | 33338                 | 33340 | 7,44         | 204                  |

## Geographie
Blaignan-Prignac liegt circa fünf Kilometer nordöstlich von Lesparre-Médoc im Gebiet Médoc. Der Atlantische Ozean liegt in einer kürzesten Entfernung von ca. 18 Kilometer in westlicher Richtung. Die Pointe de Grave, die Nordspitze der Halbinsel Médoc, befindet sich in einer Entfernung von ca. 32 Kilometer in nordwestlicher Richtung. Bordeaux, der Hauptort des Départements, befindet sich ca. 60 Kilometer in südöstlicher Richtung. Die Höhenlage ist relativ flach und der Großteil der Erdoberfläche ist mit Weinbergen bedeckt. Das Gemeindegebiet gehört zum Regionalen Naturpark Médoc.
Umgeben wird Blaignan-Prignac von fünf Nachbargemeinden:
| Civrac-en-Médoc |                                             | Couquèques           |
| Lesparre-Médoc  | Kompassrose, die auf Nachbargemeinden zeigt | Saint-Yzans-de-Médoc |
|                 | Ordonnac                                    |                      |

## Sehenswürdigkeiten
| Name                     | Ort              | Bemerkungen                    | Bild |
| ------------------------ | ---------------- | ------------------------------ | ---- |
| Pfarrkirche Saint-Pierre | Blaignan         | 12. Jahrhundert                |      |
| Schloss Caussan          | Blaignan         | 19. Jahrhundert, heute Weingut |      |
| Schloss La France        | Blaignan         | 19. Jahrhundert, heute Weingut |      |
| Schloss La Gorce         | Blaignan         | 19. Jahrhundert, heute Weingut |      |
| Schloss Romefort         | Blaignan         | 17. Jahrhundert, heute Weingut |      |
| Pfarrkirche Saint-Martin | Prignac-en-Médoc | 17. Jahrhundert                |      |
| Schloss Bensse           | Prignac-en-Médoc | 18. Jahrhundert, heute Weingut |      |
| Schloss Tartugière       | Prignac-en-Médoc | 17. Jahrhundert, heute Weingut |      |
| Schloss La Tour Prignac  | Prignac-en-Médoc | 17. Jahrhundert, heute Weingut |      |

## Wirtschaft und Infrastruktur

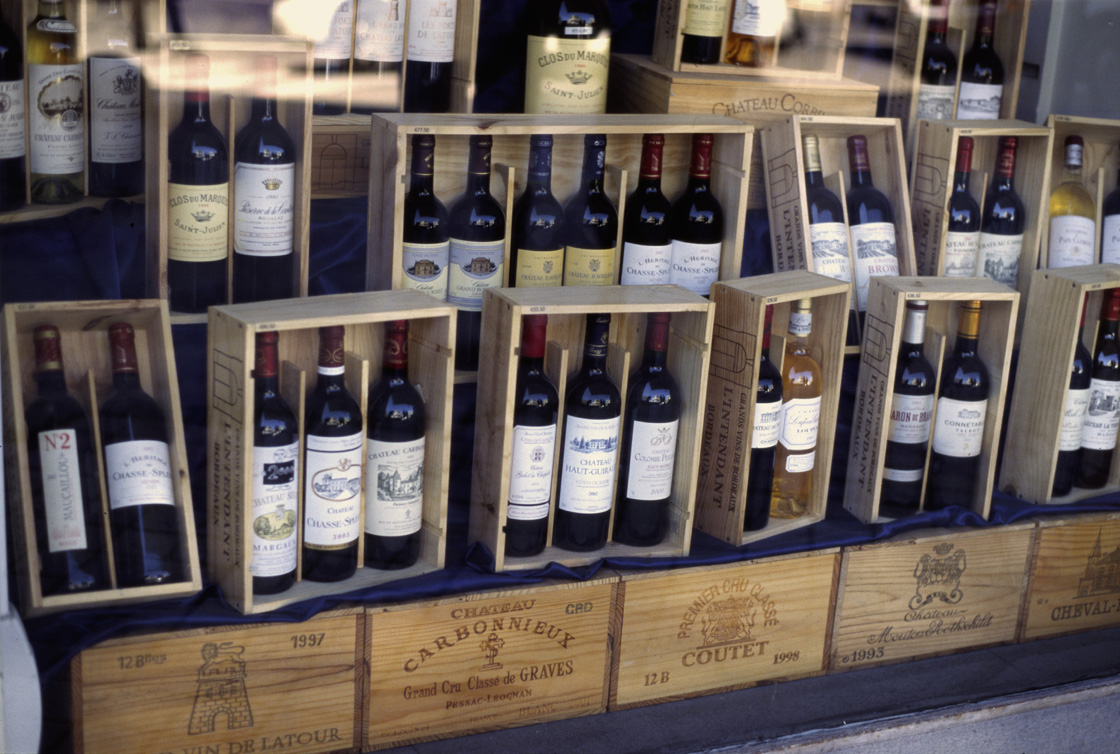
Flaschen von Bordeaux-Weinen

Neben den vielen Weingütern gibt es in Blaignan ein Hersteller von Süßwarenspezialitäten, Noisettine du Médoc.
Blaignan-Prignac liegt in den Zonen AOC des Bordeaux mit den Appellationen Bordeaux (blanc, blanc avec sucres, clairet, claret, rosé, rouge ou claret, supérieur blanc, supérieur rouge), Crément de Bordeaux (blanc, rosé) und Médoc.

### Verkehr

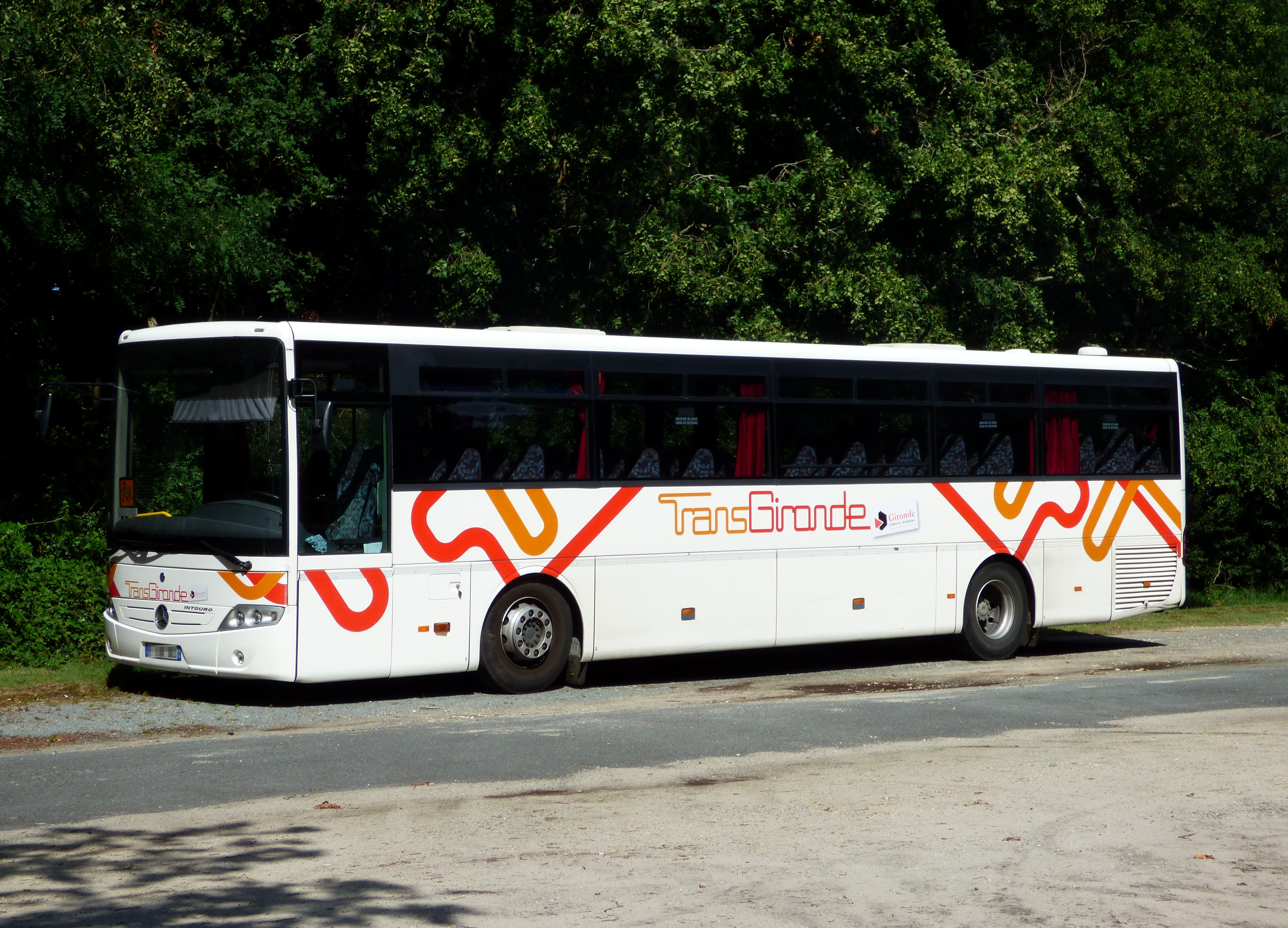
Bus der TransGironde

Blaignan-Prignac ist erreichbar über die Routes départementales 3, 103E5, 201 und 203.
Die Gemeinde ist über eine Buslinie der TransGironde mit anderen Gemeinden des Départements verbunden.